# 蒿甲醚
蒿甲醚（英語：artemether）是一種用於治療瘧疾的藥物。遇到嚴重的瘧疾，會採專用的肌肉注射劑進行治療，而非使用奎寧。此藥物對於成人患者的效果可能不如青蒿琥酯顯著。除肌肉注射劑外，也有與苯芴醇合併成為複方形式的口服劑（蒿甲醚/苯芴醇）。
使用蒿甲醚產生的副作用相對較少，可能會發生心律不整，但屬罕見。雖然有證據顯示動物於懷孕期間使用可能對其胎兒有害，但尚無證據顯示對人類有影響。因此世界衛生組織 (WHO) 建議個體在懷孕期間可使用。此藥物是青蒿素類藥物中的一種。
醫界至少從1981年就開始研究蒿甲醚，此藥物於1987年被核准用作醫療用途。它已被納入世界衛生組織基本藥物標準清單之中。

## 醫療用途
蒿甲醚是一種抗瘧疾藥物，用於治療惡性瘧原蟲（和抗氯化奎寧惡性瘧原蟲）或抗氯化奎寧間日瘧原蟲引起的單純性瘧疾。蒿甲醚也可用於治療嚴重性瘧疾。
WHO建議使用以青蒿素為主的聯合療法治療無併發症的惡性瘧原蟲感染。與苯芴醇合併使用後，可進行為期14天的普來馬奎寧治療方案，以預防間日瘧原蟲或卵形瘧原蟲感染復發，以徹底治癒。
蒿甲醚與吡喹酮（驅蟲藥）聯合也可用於治療及預防血吸蟲病原蟲感染。
美國食品藥物管理局（FDA）根據在動物身上的研究結果，將青蒿素衍生物歸為C類，表示青蒿素衍生物與胎兒流產和致畸有關聯。然而另有一些研究並未發現有害的證據。
使用蒿甲醚/苯芴醇的個體進行母乳哺育可能對於嬰兒並不安全，在使用前應進行醫療諮詢。本藥物不適合兩個月以下，或是體重不足11磅（約5公斤）的嬰兒使用。

## 副作用
使用蒿甲醚可能產生的副作用有心臟方面的問題，例如心跳過緩和心電圖QT間期延長（QT間期過長或過短可能代表心律不整和心臟驟停的風險較高）。此外，在動物的研究已顯示可能會產生中樞神經系統毒性。

## 禁忌症
個體於第一個孕期（第1到第13週）使用此藥物可能會傷害胎兒，不宜使用。
藥物會導致輕度至中毒肝損傷，但無須調整劑量。有嚴重肝損傷的個體使用時則須謹慎。

## 藥物交互作用
當蒿甲醚與抗愛滋病藥物洛匹那韋/利托那韋一起使用時，會導致血漿中的蒿甲醚水平較低。與依法韋侖（治療和預防愛滋病藥物）或奈韋拉平（預防愛滋病藥物）同時使用也會降低蒿甲醚於血漿中的濃度。
蒿甲醚/苯芴醇複方劑不應與抑制細胞色素CYP3A4的藥物一起使用。
激素避孕藥與蒿甲醚/苯芴醇一起使用時，避孕效果會被降低。

## 藥理學

### 作用機轉
青蒿素類藥物的作用機轉可能是透過抑制鈣離子三磷酸腺苷酶（PfATP6）而發揮原蟲殺傷作用。由於PfATP6是一種調節細胞鈣濃度的酶，其功能失調會導致細胞內鈣積累，細胞最終因而死亡。

### 藥物動力學
使用此藥物，而同時進行飲食，可將藥物的吸收率提高2至3倍。它會與蛋白質高度結合（95.4%）。給藥2小時後出現蒿甲醚的最大血藥濃度。
蒿甲醚在人體內主要經由肝臟酵素CYP3A4/CYP3A5代謝為活性代謝產物 - 二氫青蒿素。蒿甲醚母體藥物和活性代謝物的生物半衰期約為2小時。

## 化學
蒿甲醚是青蒿素的甲醚衍生物，青蒿素是從抗瘧疾植物黃花蒿中分離出的一種含過氧化物的內酯。它也被稱為二氫青蒿素甲醚，其國際化聯名稱為(+)-(3-α,5a-β,6-β,8a-β,9-α,12-β,12aR )-decaHydro-10 -甲氧基-3,6,9-三甲基-3,12-環氧-12H-吡喃(4,3-j)-1,2-苯並二氧雜環己烷。此藥物是一種相對親脂性和不穩定的藥物，此藥物除會影響瘧原蟲的膜運輸系統外，也會產生反應性自由基以攻擊瘧原蟲的細胞結構而發揮作用。

## 歷史
青蒿素是一種極佳的瘧疾治療藥物。然而多年來的供應一直不穩定。該藥物的唯一來源是生長在東南亞的黃花蒿，但其生產循著一種惡性循環模式進行。農民僅在價格高時才願意種植，不可避免的會供過於求而導致價格下跌，之後產量下降，再次將價格推高。總部位於法國巴黎的賽諾菲製藥曾於2013年推出合成法製造，但生產成本不敵種植黃花蒿生產的。目前製藥界正致力，試圖由黃花蒿中萃取更多的青蒿素及其衍生物。